# Vòng loại Giải vô địch bóng đá thế giới 1998 – Khu vực châu Âu
Dưới đây là các ngày và kết quả của vòng loại Giải vô địch bóng đá thế giới 1998 khu vực châu Âu (UEFA).
Tổng cộng có 50 đội tuyển UEFA tham dự vòng loại; Andorra, gia nhập FIFA và UEFA vào tháng 11 năm 1996 khi vòng loại đang diễn ra, không được tham gia. Khu vực châu Âu được phân bổ 15 suất (trong tổng số 32 suất) vào vòng chung kết. Pháp, với tư cách chủ nhà, được đặc cách tham dự, để lại 14 suất còn lại cho 49 đội tranh tài.
49 đội được chia thành 9 bảng, gồm bốn bảng có 6 đội và năm bảng có 5 đội. Các đội thi đấu vòng tròn sân nhà – sân khách. Đội đầu bảng sẽ giành quyền tham dự vòng chung kết. Các đội nhì bảng sẽ được xếp hạng dựa trên thành tích đối đầu với các đội xếp thứ 1, 3 và 4 trong bảng của mình. Đội nhì bảng có thành tích tốt nhất sẽ giành vé trực tiếp. Các đội nhì bảng còn lại sẽ bước vào vòng play-off của UEFA.
Ở vòng play-off, 8 đội được bắt cặp thi đấu loại trực tiếp theo thể thức sân nhà – sân khách. Đội thắng sẽ giành vé dự vòng chung kết.

## Vòng 1
Vòng 1 là vòng đấu bảng. Lễ bốc thăm được tổ chức vào ngày 12 tháng 12 năm 1995, dựa trên Bảng xếp hạng FIFA tháng 11 năm 1995.

### Phân nhóm hạt giống
Các đội được chia thành 5 nhóm hạt giống như bảng dưới đây (thứ hạng FIFA tháng 11 năm 1995 được ghi trong ngoặc).
| Team        | Rank |
| ----------- | ---- |
| Đức         | 2    |
| Tây Ban Nha | 3    |
| Ý           | 4    |
| Nga         | 5    |
| Na Uy       | 6    |
| Đan Mạch    | 8    |
| Hà Lan      | 10   |
| Thụy Điển   | 11   |
| România     | 12   |

| Team             | Rank |
| ---------------- | ---- |
| Bulgaria         | 14   |
| Thụy Sĩ          | 15   |
| Bồ Đào Nha       | 16   |
| Séc              | 18   |
| Anh              | 20   |
| Cộng hòa Ireland | 21   |
| Scotland         | 25   |
| Bỉ               | 26   |
| Hy Lạp           | 29   |

| Team        | Rank |
| ----------- | ---- |
| Thổ Nhĩ Kỳ  | 31   |
| Ba Lan      | 33   |
| Slovakia    | 35   |
| Áo          | 38   |
| Croatia     | 39   |
| Israel      | 40   |
| Phần Lan    | 41   |
| Litva       | 45   |
| Bắc Ireland | 46   |

| Team     | Rank |
| -------- | ---- |
| Iceland  | 48   |
| Latvia   | 54   |
| Wales    | 57   |
| Hungary  | 60   |
| Síp      | 70   |
| Ukraina  | 71   |
| Slovenia | 75   |
| Gruzia   | 77   |
| Nam Tư   | 80   |

| Team                 | Rank |
| -------------------- | ---- |
| Albania              | 87   |
| Belarus              | 88   |
| Malta                | 89   |
| Macedonia            | 90   |
| Luxembourg           | 98   |
| Moldova              | 107  |
| Armenia              | 112  |
| Quần đảo Faroe       | 116  |
| Estonia              | 126  |
| Azerbaijan           | 136  |
| San Marino           | 142  |
| Liechtenstein        | 151  |
| Bosna và Hercegovina | NR   |

### Tổng quan
| Bảng 1                                     | Bảng 2                      | Bảng 3                            | Bảng 4                                   | Bảng 5                      | Bảng 6                                    | Bảng 7                            | Bảng 8                                        | Bảng 9                                         |
| ------------------------------------------ | --------------------------- | --------------------------------- | ---------------------------------------- | --------------------------- | ----------------------------------------- | --------------------------------- | --------------------------------------------- | ---------------------------------------------- |
| · Đan Mạch                                 | · Anh                       | · Na Uy                           | · Áo                                     | · Bulgaria                  | · Tây Ban Nha                             | · Hà Lan                          | · România                                     | · Đức                                          |
| · Croatia                                  | · Ý                         | · Hungary                         | · Scotland                               | · Nga                       | · Nam Tư                                  | · Bỉ                              | · Cộng hòa Ireland                            | · Ukraina                                      |
| · Hy Lạp · Bosna và Hercegovina · Slovenia | · Ba Lan · Gruzia · Moldova | · Phần Lan · Thụy Sĩ · Azerbaijan | · Thụy Điển · Latvia · Estonia · Belarus | · Israel · Síp · Luxembourg | · Séc · Slovakia · Quần đảo Faroe · Malta | · Thổ Nhĩ Kỳ · Wales · San Marino | · Litva · Macedonia · Iceland · Liechtenstein | · Bồ Đào Nha · Armenia · Bắc Ireland · Albania |

### Bảng 1
| VT | Đội                  | ST | T | H | B | BT | BB | HS  | Đ  | Giành quyền tham dự |     |     |     |     |     |     |
| -- | -------------------- | -- | - | - | - | -- | -- | --- | -- | ------------------- | --- | --- | --- | --- | --- | --- |
| 1  | Đan Mạch             | 8  | 5 | 2 | 1 | 14 | 6  | +8  | 17 | 1998 FIFA World Cup |     | —   | 3–1 | 2–1 | 2–0 | 4–0 |
| 2  | Croatia              | 8  | 4 | 3 | 1 | 17 | 12 | +5  | 15 | Vòng 2              |     | 1–1 | —   | 1–1 | 3–2 | 3–3 |
| 3  | Hy Lạp               | 8  | 4 | 2 | 2 | 11 | 4  | +7  | 14 |                     |     | 0–0 | 0–1 | —   | 3–0 | 2–0 |
| 4  | Bosna và Hercegovina | 8  | 3 | 0 | 5 | 9  | 14 | −5  | 9  |                     | 3–0 | 1–4 | 0–1 | —   | 1–0 |     |
| 5  | Slovenia             | 8  | 0 | 1 | 7 | 5  | 20 | −15 | 1  |                     | 0–2 | 1–3 | 0–3 | 1–2 | —   |     |

### Bảng 2
| VT | Đội     | ST | T | H | B | BT | BB | HS  | Đ  | Giành quyền tham dự |     |     |     |     |     |     |
| -- | ------- | -- | - | - | - | -- | -- | --- | -- | ------------------- | --- | --- | --- | --- | --- | --- |
| 1  | Anh     | 8  | 6 | 1 | 1 | 15 | 2  | +13 | 19 | 1998 FIFA World Cup |     | —   | 0–1 | 2–1 | 2–0 | 4–0 |
| 2  | Ý       | 8  | 5 | 3 | 0 | 11 | 1  | +10 | 18 | Vòng 2              |     | 0–0 | —   | 3–0 | 1–0 | 3–0 |
| 3  | Ba Lan  | 8  | 3 | 1 | 4 | 10 | 12 | −2  | 10 |                     |     | 0–2 | 0–0 | —   | 4–1 | 2–1 |
| 4  | Gruzia  | 8  | 3 | 1 | 4 | 7  | 9  | −2  | 10 |                     | 0–2 | 0–0 | 3–0 | —   | 2–0 |     |
| 5  | Moldova | 8  | 0 | 0 | 8 | 2  | 21 | −19 | 0  |                     | 0–3 | 1–3 | 0–3 | 0–1 | —   |     |

### Bảng 3
| VT | Đội        | ST | T | H | B | BT | BB | HS  | Đ  | Giành quyền tham dự |     |     |     |     |     |     |
| -- | ---------- | -- | - | - | - | -- | -- | --- | -- | ------------------- | --- | --- | --- | --- | --- | --- |
| 1  | Na Uy      | 8  | 6 | 2 | 0 | 21 | 2  | +19 | 20 | 1998 FIFA World Cup |     | —   | 3–0 | 1–1 | 5–0 | 5–0 |
| 2  | Hungary    | 8  | 3 | 3 | 2 | 10 | 8  | +2  | 12 | Vòng 2              |     | 1–1 | —   | 1–0 | 1–1 | 3–1 |
| 3  | Phần Lan   | 8  | 3 | 2 | 3 | 11 | 12 | −1  | 11 |                     |     | 0–4 | 1–1 | —   | 2–3 | 3–0 |
| 4  | Thụy Sĩ    | 8  | 3 | 1 | 4 | 11 | 12 | −1  | 10 |                     | 0–1 | 1–0 | 1–2 | —   | 5–0 |     |
| 5  | Azerbaijan | 8  | 1 | 0 | 7 | 3  | 22 | −19 | 3  |                     | 0–1 | 0–3 | 1–2 | 1–0 | —   |     |

### Bảng 4
| VT | Đội       | ST | T | H | B | BT | BB | HS  | Đ  | Giành quyền tham dự |     |     |     |     |     |     |     |
| -- | --------- | -- | - | - | - | -- | -- | --- | -- | ------------------- | --- | --- | --- | --- | --- | --- | --- |
| 1  | Áo        | 10 | 8 | 1 | 1 | 17 | 4  | +13 | 25 | 1998 FIFA World Cup |     | —   | 0–0 | 1–0 | 2–1 | 2–0 | 4–0 |
| 2  | Scotland  | 10 | 7 | 2 | 1 | 15 | 3  | +12 | 23 | 1998 FIFA World Cup |     | 2–0 | —   | 1–0 | 2–0 | 2–0 | 4–1 |
| 3  | Thụy Điển | 10 | 7 | 0 | 3 | 16 | 9  | +7  | 21 |                     |     | 0–1 | 2–1 | —   | 1–0 | 1–0 | 5–1 |
| 4  | Latvia    | 10 | 3 | 1 | 6 | 10 | 14 | −4  | 10 |                     | 1–3 | 0–2 | 1–2 | —   | 1–0 | 2–0 |     |
| 5  | Estonia   | 10 | 1 | 1 | 8 | 4  | 16 | −12 | 4  |                     | 0–3 |     | 2–3 | 1–3 | —   | 1–0 |     |
| 6  | Belarus   | 10 | 1 | 1 | 8 | 5  | 21 | −16 | 4  |                     | 0–1 | 0–1 | 1–2 | 1–1 | 1–0 | —   |     |

### Bảng 5
| VT | Đội        | ST | T | H | B | BT | BB | HS  | Đ  | Giành quyền tham dự |     |     |     |     |     |     |
| -- | ---------- | -- | - | - | - | -- | -- | --- | -- | ------------------- | --- | --- | --- | --- | --- | --- |
| 1  | Bulgaria   | 8  | 6 | 0 | 2 | 18 | 9  | +9  | 18 | 1998 FIFA World Cup |     | —   | 1–0 | 1–0 | 4–1 | 4–0 |
| 2  | Nga        | 8  | 5 | 2 | 1 | 19 | 5  | +14 | 17 | Vòng 2              |     | 4–2 | —   | 2–0 | 4–0 | 3–0 |
| 3  | Israel     | 8  | 4 | 1 | 3 | 9  | 7  | +2  | 13 |                     |     | 2–1 | 1–1 | —   | 2–0 | 1–0 |
| 4  | Síp        | 8  | 3 | 1 | 4 | 10 | 15 | −5  | 10 |                     | 1–3 | 1–1 | 2–0 | —   | 2–0 |     |
| 5  | Luxembourg | 8  | 0 | 0 | 8 | 2  | 22 | −20 | 0  |                     | 1–2 | 0–4 | 0–3 | 1–3 | —   |     |

### Bảng 6
| VT | Đội            | ST | T | H | B  | BT | BB | HS  | Đ  | Giành quyền tham dự |     |     |     |     |     |     |     |
| -- | -------------- | -- | - | - | -- | -- | -- | --- | -- | ------------------- | --- | --- | --- | --- | --- | --- | --- |
| 1  | Tây Ban Nha    | 10 | 8 | 2 | 0  | 26 | 6  | +20 | 26 | 1998 FIFA World Cup |     | —   | 2–0 | 1–0 | 4–1 | 3–1 | 4–0 |
| 2  | Nam Tư         | 10 | 7 | 2 | 1  | 29 | 7  | +22 | 23 | Vòng 2              |     | 1–1 | —   | 1–0 | 2–0 | 3–1 | 6–0 |
| 3  | Séc            | 10 | 5 | 1 | 4  | 16 | 6  | +10 | 16 |                     |     | 0–0 | 1–2 | —   | 3–0 | 2–0 | 6–0 |
| 4  | Slovakia       | 10 | 5 | 1 | 4  | 18 | 14 | +4  | 16 |                     | 1–2 | 1–1 | 2–1 | —   | 3–0 | 6–0 |     |
| 5  | Quần đảo Faroe | 10 | 2 | 0 | 8  | 10 | 31 | −21 | 6  |                     | 2–6 | 1–8 | 0–2 | 1–2 | —   | 2–1 |     |
| 6  | Malta          | 10 | 0 | 0 | 10 | 2  | 37 | −35 | 0  |                     | 0–3 | 0–5 | 0–1 | 0–2 | 1–2 | —   |     |

### Bảng 7
| VT | Đội        | ST | T | H | B | BT | BB | HS  | Đ  | Giành quyền tham dự |     |     |     |     |     |     |
| -- | ---------- | -- | - | - | - | -- | -- | --- | -- | ------------------- | --- | --- | --- | --- | --- | --- |
| 1  | Hà Lan     | 8  | 6 | 1 | 1 | 26 | 4  | +22 | 19 | 1998 FIFA World Cup |     | —   | 3–1 | 0–0 | 7–1 | 4–0 |
| 2  | Bỉ         | 8  | 6 | 0 | 2 | 20 | 11 | +9  | 18 | Vòng 2              |     | 0–3 | —   | 2–1 | 3–2 | 6–0 |
| 3  | Thổ Nhĩ Kỳ | 8  | 4 | 2 | 2 | 21 | 9  | +12 | 14 |                     |     | 1–0 | 1–3 | —   | 6–4 | 7–0 |
| 4  | Wales      | 8  | 2 | 1 | 5 | 20 | 21 | −1  | 7  |                     | 1–3 | 1–2 | 0–0 | —   | 6–0 |     |
| 5  | San Marino | 8  | 0 | 0 | 8 | 0  | 42 | −42 | 0  |                     | 0–6 | 0–3 | 0–5 | 0–5 | —   |     |

### Bảng 8
| VT | Đội              | ST | T | H | B  | BT | BB | HS  | Đ  | Giành quyền tham dự |     |     |     |      |     |     |     |
| -- | ---------------- | -- | - | - | -- | -- | -- | --- | -- | ------------------- | --- | --- | --- | ---- | --- | --- | --- |
| 1  | România          | 10 | 9 | 1 | 0  | 37 | 4  | +33 | 28 | 1998 FIFA World Cup |     | —   | 1–0 | 3–0  | 4–2 | 4–0 | 8–0 |
| 2  | Cộng hòa Ireland | 10 | 5 | 3 | 2  | 22 | 8  | +14 | 18 | Vòng 2              |     | 1–1 | —   | 0–0  | 3–0 | 0–0 | 5–0 |
| 3  | Litva            | 10 | 5 | 2 | 3  | 11 | 8  | +3  | 17 |                     |     | 0–1 | 1–2 | —    | 2–0 | 2–0 | 2–1 |
| 4  | Macedonia        | 10 | 4 | 1 | 5  | 22 | 18 | +4  | 13 |                     | 0–3 | 3–2 | 1–2 | —    | 1–0 | 3–0 |     |
| 5  | Iceland          | 10 | 2 | 3 | 5  | 11 | 16 | −5  | 9  |                     | 0–4 | 2–4 | 0–0 | 1–1  | —   | 4–0 |     |
| 6  | Liechtenstein    | 10 | 0 | 0 | 10 | 3  | 52 | −49 | 0  |                     | 1–8 | 0–5 | 0–2 | 1–11 | 0–4 | —   |     |

### Bảng 9
| VT | Đội         | ST | T | H | B | BT | BB | HS  | Đ  | Giành quyền tham dự |     |     |     |                       |     |     |     |
| -- | ----------- | -- | - | - | - | -- | -- | --- | -- | ------------------- | --- | --- | --- | --------------------- | --- | --- | --- |
| 1  | Đức         | 10 | 6 | 4 | 0 | 23 | 9  | +14 | 22 | 1998 FIFA World Cup |     | —   | 2–0 | 1–1                   | 4–0 | 1–1 | 4–3 |
| 2  | Ukraina     | 10 | 6 | 2 | 2 | 10 | 6  | +4  | 20 | Vòng 2              |     | 0–0 | —   | 2–1                   | 1–1 | 2–1 | 1–0 |
| 3  | Bồ Đào Nha  | 10 | 5 | 4 | 1 | 12 | 4  | +8  | 19 |                     |     | 0–0 | 1–0 | —                     | 3–1 | 1–0 | 2–0 |
| 4  | Armenia     | 10 | 1 | 5 | 4 | 8  | 17 | −9  | 8  |                     | 1–5 | 0–2 | 0–0 | —                     | 0–0 | 3–0 |     |
| 5  | Bắc Ireland | 10 | 1 | 4 | 5 | 6  | 10 | −4  | 7  |                     | 1–3 | 0–1 | 0–0 | 1–1                   | —   | 2–0 |     |
| 6  | Albania     | 10 | 1 | 1 | 8 | 7  | 20 | −13 | 4  |                     |     | 0–1 | 0–3 | 1–1]match_ALB_GER=2–3 | 1–0 | —   |     |

### Xếp hạng các đội đứng thứ 2
Do có bảng gồm 6 đội và bảng chỉ có 5 đội, nên khi xếp hạng các đội nhì bảng, kết quả các trận đấu với đội xếp thứ năm và thứ sáu đã bị loại bỏ – dù thực tế chỉ cần loại bỏ kết quả với đội xếp thứ sáu là đủ.
| VT | Bg | Đội              | ST | T | H | B | BT | BB | HS | Đ  | Giành quyền tham dự |
| -- | -- | ---------------- | -- | - | - | - | -- | -- | -- | -- | ------------------- |
| 1  | 4  | Scotland         | 6  | 4 | 1 | 1 | 8  | 2  | +6 | 13 | FIFA World Cup 1998 |
| 2  | 2  | Ý                | 6  | 3 | 3 | 0 | 5  | 0  | +5 | 12 | Vòng 2]]            |
| 3  | 7  | Bỉ               | 6  | 4 | 0 | 2 | 11 | 11 | 0  | 12 | Vòng 2]]            |
| 4  | 5  | Nga              | 6  | 3 | 2 | 1 | 12 | 5  | +7 | 11 | Vòng 2]]            |
| 5  | 1  | Croatia          | 6  | 3 | 2 | 1 | 11 | 8  | +3 | 11 | Vòng 2]]            |
| 6  | 6  | Nam Tư           | 6  | 3 | 2 | 1 | 7  | 5  | +2 | 11 | Vòng 2]]            |
| 7  | 8  | Cộng hòa Ireland | 6  | 2 | 2 | 2 | 8  | 6  | +2 | 8  | Vòng 2]]            |
| 8  | 9  | Ukraina          | 6  | 2 | 2 | 2 | 5  | 5  | 0  | 8  | Vòng 2]]            |
| 9  | 3  | Hungary          | 6  | 1 | 3 | 2 | 4  | 7  | −3 | 6  | Vòng 2]]            |

## Vòng 2
| Đội 1            | TTS  | Đội 2   | Lượt đi | Lượt về |
| ---------------- | ---- | ------- | ------- | ------- |
| Croatia          | 3–1  | Ukraina | 2–0     | 1–1     |
| Nga              | 1–2  | Ý       | 1–1     | 0–1     |
| Cộng hòa Ireland | 2–3  | Bỉ      | 1–1     | 1–2     |
| Hungary          | 1–12 | Nam Tư  | 1–7     | 0–5     |

## Các đội tuyển vượt qua vòng loại
15 đội tuyển sau đến từ UEFA vượt qua vòng loại tham dự Giải vô địch bóng đá thế giới 1998
| Đội tuyển   | Tư cách vượt qua vòng loại | Ngày vượt qua vòng loại | Số lần tham dự FIFA World Cup trước đây1                                                    |
| ----------- | -------------------------- | ----------------------- | ------------------------------------------------------------------------------------------- |
| Pháp        | Chủ nhà                    | 2 tháng 7 năm 1992      | 9 (1930, 1934, 1938, 1954, 1958, 1966, 1978, 1982, 1986)                                    |
| Đan Mạch    | Nhất Bảng 1                | 11 tháng 10 năm 1997    | 1 (1986)                                                                                    |
| Anh         | Nhất Bảng 2                | 11 tháng 10 năm 1997    | 9 (1950, 1954, 1958, 1962, 1966, 1970, 1982, 1986, 1990)                                    |
| Na Uy       | Nhất Bảng 3                | 6 tháng 9 năm 1997      | 2 (1938, 1994)                                                                              |
| Áo          | Nhất Bảng 4                | 11 tháng 10 năm 1997    | 6 (1934, 1954, 1958, 1978, 1982, 1990)                                                      |
| Bulgaria    | Nhất Bảng 5                | 10 tháng 9 năm 1997     | 6 (1962, 1966, 1970, 1974, 1986, 1994)                                                      |
| Tây Ban Nha | Nhất Bảng 6                | 11 tháng 10 năm 1997    | 9 (1934, 1950, 1962, 1966, 1978, 1982, 1986, 1990, 1994)                                    |
| Hà Lan      | Nhất Bảng 7                | 11 tháng 10 năm 1997    | 6 (1934, 1938, 1974, 1978, 1990, 1994)                                                      |
| România     | Nhất Bảng 8                | 18 tháng 8 năm 1997     | 6 (1930, 1934, 1938, 1970, 1990, 1994)                                                      |
| Đức         | Nhất Bảng 9                | 11 tháng 10 năm 1997    | 13 (1934, 1938, 19542, 19582, 19622, 19662, 19702, 19742, 19782, 19822, 19862, 19902, 1994) |
| Scotland    | Đội Nhì bảng tốt nhất      | 11 tháng 10 năm 1997    | 7 (1954, 1958, 1974, 1978, 1982, 1986, 1990)                                                |
| Croatia     | Thắng trận Play-off UEFA   | 15 tháng 11 năm 1997    | 0 (lần đầu)                                                                                 |
| Ý           | Thắng trận Play-off UEFA   | 15 tháng 11 năm 1997    | 13 (1934, 1938, 1950, 1954, 1962, 1966, 1970, 1974, 1978, 1982, 1986, 1990, 1994)           |
| Bỉ          | Thắng trận Play-off UEFA   | 15 tháng 11 năm 1997    | 9 (1930, 1934, 1938, 1954, 1970, 1982, 1986, 1990, 1994)                                    |
| Nam Tư      | Thắng trận Play-off UEFA   | 15 tháng 11 năm 1997    | 8 (19303, 19503, 19543, 19583, 19623, 19743, 19823, 19903)                                  |

1 Chữ in đậm chỉ đội vô địch năm đó. Chữ in nghiêng chỉ quốc gia đăng cai năm đó.
2 Thi đấu với tên Tây Đức. Một đội tuyển khác là Đông Đức cũng tham gia vòng loại trong giai đoạn này, và chỉ từng dự vòng chung kết năm 1974.
3 Thi đấu với tên Nam Tư.

## Cầu thủ ghi nhiều bàn thắng
Đã có 667 bàn thắng ghi được trong 228 trận đấu, trung bình 2.93 bàn thắng mỗi trận đấu.
14 bàn thắng
- Predrag Mijatović

9 bàn thắng
- Savo Milošević

8 bàn thắng
- Gheorghe Popescu
- Hakan Şükür

7 bàn thắng
- Toni Polster
- Tony Cascarino
- Dennis Bergkamp
- Kennet Andersson
- Dejan Savićević

6 bàn thắng
- Luís Oliveira
- Emil Kostadinov
- Oliver Bierhoff
- Viorel Moldovan
- Kevin Gallacher